# 寺田屋
寺田屋（てらだや）は、京都伏見の船宿である。幕末の寺田屋事件の舞台となったことで知られる。1868年の鳥羽・伏見の戦いの際に被災したが、その後再建された。2023年に現在の建物の建設時期を新たな資料をもとに推定する論考が発表された。
江戸時代末期（幕末）の山城国紀伊郡伏見（現在の京都市伏見区）の旅館・寺田屋で発生した以下の2つの事件が寺田屋事件と呼ばれる。
1. 文久2年（1862年）に発生した薩摩藩の尊皇派志士の鎮撫事件。寺田屋事件を参照。
2. 慶応2年（1866年）に発生した伏見奉行による坂本龍馬襲撃事件。寺田屋遭難を参照。

## 現在の寺田屋

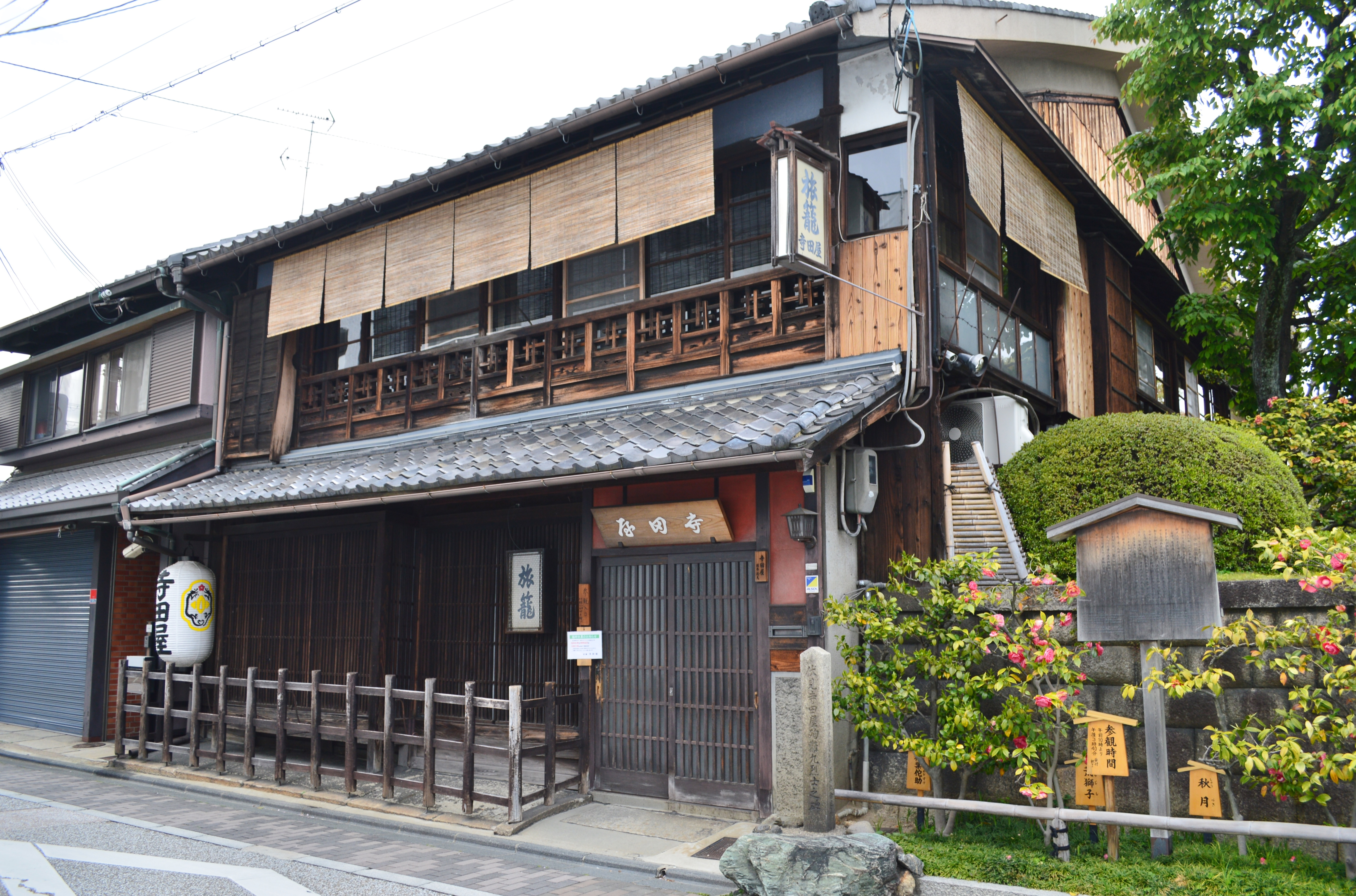
現在の寺田屋

現在の寺田屋（同一敷地内）には、事件当時の「弾痕」「刀傷」と称するものや「お龍が入っていた風呂」なるものがあり、当時そのままの建物であるかのような説明がされているが、現在の寺田屋の建物は明治38年（1905年）に登記されており、特に湯殿がある部分は明治41年（1908年。お龍はその2年前に病没）に増築登記がなされているなどの点から、専門家の間では以前から再建説が強かった。
平成20年（2008年）になって複数のメディアでこの点が取り上げられ、京都市は当時の記録等を調査し、同年9月24日に幕末当時の建物は鳥羽・伏見の戦いの兵火で焼失しており、現在の京都市伏見区南浜町263番地にある建物は後の時代に当時の敷地の西隣に建てられたものであると公式に結論した。
当時の建物の敷地は、現在の建物の東隣にある、石碑や像などが建っていて寺田屋の庭のようになっている場所（京都市伏見区南浜町262番地）であるが、この土地は大正3年（1914年）に所有者（寺田屋主人とは血縁関係にない）から当時の京都府紀伊郡伏見町に寄付され、市町村合併を経て現在は京都市の市有地である。
京都市歴史資料館のウェブサイトにある「いしぶみデータベース」では、「寺田屋は鳥羽伏見の戦に罹災し，現在の建物はその後再建したものである」と紹介している。
大正年間に現在の寺田屋の土地・建物は幕末当時の主人である寺田家の所有ではなくなっており、のちに経営そのものも跡継ぎのなくなった寺田家から離れている。
現在の寺田屋の13代目当主の頃は戦時で料飲閉鎖などがありその前の当主は商売気がなく、旅籠の軒燈も大提灯もなく屋号も示していなかったが、昭和36年（1961年）に第14代当主になった安達清が第14代寺田屋伊助を自称しそれらの表示を始めた。

## 現在の寺田屋建物の建設時期
現在の寺田屋建物について新しい資料が2023年に論文で公表された。現在の建物の評価につながる資料である。
- 慶応4（明治元）年（1868年）の下諏訪神官の旅日記と米国留学から帰国した直後の薩摩藩士仁礼景範の日記に、淀川水運を利用した際に寺田屋を利用した事実が記載されていて、鳥羽・伏見の戦いから間もないこの時期に寺田屋の営業は再開されていたことが明らかである。
- 明治21年（1888年）刊行の『日本名所図会』[13]に現在の建物と同様の切妻平入り総二階建の建物が精密に描かれた挿絵がある。明治29年（1896年）に薩藩九烈士顕彰銅碑を訪問した西村天囚の紀行文に記された顕彰銅碑の西に建っていた「寺田屋」建物はこれである。
- 明治20年（1887年）には乱立した淀川の川蒸気船を統括する淀川汽船が京都府・大阪府の指導で設立され、その本店の登記住所が現在の寺田屋住所と一致している。社長はのちに寺田屋敷地を寺田伊助に譲渡した伏見の有力財界人江崎権兵衛である。
- 寺田伊助とともに寺田屋再興に貢献した義弟荒木英一の略伝[14]が刊行されている。それによると、荒木は後の日蓮正宗につながる教えの熱心な信者で、寺田家を日蓮宗へと改宗させた。その日蓮宗側の資料によって、明治13年に伊助が転居した行先は母お登勢のふるさとである大津であり、一方荒木は大阪堂島で米相場師として大成功し、大阪市会議員もつとめた。
- 伊助が転居したあとも寺田屋の屋号が、明治23年（1890年）発行の街道筋の旅宿を紹介する冊子に掲載されていた。
- 明治44年（1911年）5月、再興された寺田屋に宿泊した京都の俳句同人が機関誌に書いた紀行文[15]に建物について女中に尋ねた内容が記されている。それによると、九烈士が絶命したのは建物東隣の地であること、今の建物も元は船宿であり新しく改修したのものであること、大黒柱は薩摩藩から拝領した一本杉で、寺田屋騒動時の刀傷を埋木して化粧板でくるんだものであるとの説明があった。
- 江崎権兵衛が明治27年（1894年）九烈士顕彰銅碑建立の前後に現建物敷地やその北側に接する地所も購入している事実。これらの土地はのちの寺田屋再興時に銅碑建立地以外は伊助にすべて譲渡されていて、かつての寺田屋敷地であったことが強く推定できる。

以上から、寺田屋は鳥羽・伏見の戦いで完全に焼失することはなく、その部材も利用して慶応年間のうちに西隣の現敷地に再建された。現建物は明治39年（1906年）に旅館として再興される際に東側に大規模な開口部がもうけられるなどの大幅な改修が行われたものであるとの結論が示されている。したがって、現建物は薩藩九烈士や坂本龍馬と直接関係する近世船宿として使われた貴重な遺構として評価すべきものであり、復元建物ではない。

### 現在の寺田屋へのアクセス
- 京阪電気鉄道中書島駅から徒歩5分[16]。
- 京都市営バス「京橋バス停」下車徒歩1分[16]。
- 近鉄電車「桃山御陵前」下車徒歩10分[16]。